# Louis-Philippe Jean
Louis-Philippe Jean (ur. 15 sierpnia 1984 w Port-Cartier) – kanadyjski strongman.
Obecnie jeden z najlepszych kanadyjskich siłaczy. Mistrz Kanady Strongman w 2008.

## Życiorys
Louis-Philippe Jean trenuje sporty siłowe od 2002 r.
Wziął udział dwukrotnie w indywidualnych Mistrzostwach Świata Strongman, w latach 2008 i 2009. W Mistrzostwach Świata Strongman 2008 nie zakwalifikował się do finału.
Mieszka w Val-Bélair, w mieście Québec.
Wymiary:
- wzrost 188 cm
- waga 158 kg (wcześniej 141 – 144 kg)

Rekordy życiowe:
- przysiad 410,5 kg
- wyciskanie 295 kg
- martwy ciąg 379 kg

## Osiągnięcia strongman
- 2006
  - 3. miejsce - Mistrzostwa Kanady Strongman, Gatineau
- 2007
  - 10. miejsce - Super Seria 2007: Mohegan Sun
  - 4. miejsce - Mistrzostwa Kanady Strongman, Québec
- 2008
  - 4. miejsce - Fortissimus, Kanada
  - 1. miejsce - Mistrzostwa Kanady Strongman
- 2009
  - 4. miejsce - Giganci Na Żywo 2009: Mohegun Sun
  - 8. miejsce - Fortissimus 2009, Kanada
  - 2. miejsce - Mistrzostwa Kanady Strongman
  - 7. miejsce - Mistrzostwa Świata Strongman 2009, Malta
- 2010
  - 3. miejsce - All-American Strongman Challenge 2010, USA
  - 5. miejsce - Mistrzostwa Europy Strongman IBB 2010, Londyn